# Д’Амато, Джузеппе
Джузеппе Д’Амато (итал. Giuseppe D’Amato; род. 25 мая 1961) — итальянский историк и публицист. Славист.

## Биография
Окончил университет в Италии в 1980-х годах. Был первым иностранным выпускником РГГУ (Российский государственный гуманитарный университет) в Москве, где он получил кандидатскую степень по истории под научным руководством академика Сигурда Оттовича Шмидта в 1994 году.
Занимался историей Московии XVI века. Джузеппе Д’Амато написал кандидатскую диссертацию о сочинениях итальянских путешественников в ту эпоху.
Джузеппе Д’Амато является экспертом по отношениям между Россией и Италией. Писал об итальянцах, находившихся на территории СССР во время Великой Отечественной войны. Автор различных исторических статей на русском, итальянском и английском языках. Выпустил три книги о распаде СССР, о восточном расширении Евросоюза и о евроинтеграции.

## Некоторые научные статьи
- Сочинения итальянцев о России (конец XV—XVI веков). Историко-библиографический обзор. Москва, 1993. Вып.1. РГГУ. С.46.
- Работа В. О. Ключевского «Сказания иностранцев о Московском государстве» и итальянские источники в «Ключевский». Пенза ,1995.
- La Moscovia di fine '500 nei resoconti dei viaggiatori inglesi, in «I tempi della Storia» — Bollettino del Centro di Studi sull’Età Moderna, I, 1990. 1995. pp. 21.
- Итальянцы XVI века о России в «Россия и Италия». РАН-ИВИ, Москва, 1996. сс. 34-49. ISBN 5-201-00454-7
- Review Foreign descriptions of Muscovy. An Analytic Bibliography of Primary and Secondary Sources by Marshall Poe in «Slavic Review» Vol. 56, No. 3, Autumn 1997, pp. 566—567.

## Публицистические статьи
- La transizione della Russia post-comunista: la nascita dei partiti politici. in «SPS», dicembre 1999, anno I numero 2, pp. 53—55.
- L’Europa centro-orientale ed il nodo della storia. in «SPS», giugno 2005, anno V numero 7, pp. 66—70.
- Urss-Russia: colpevoli ma oggi smemorati e distratti. in «1956 — 2006. 50 anni dopo» — «SPS», giugno 2006, anno VI numero 9, pp. 4—6.
- The new Europe in the midst of separations, reconciliations, and new unions. in «2015 Scientific Economic Magazine», No.1 issue 1, edizioni Palager, Bergamo, 2009.

## Основные работы
- Сочинения итальянцев о России XV—XVI конца веков. М., 1995.[4]
- Il Diario del Cambiamento. Urss 1990 — Russia 1993. Greco&Greco editori, Milano, 1998. ISBN 88-7980-187-2.
- Viaggio nell’Hansa baltica. L’Unione europea e l’allargamento ad Est. Greco&Greco editori, Milano, 2004. ISBN 88-7980-355-7.
- L’EuroSogno e i nuovi Muri ad Est. L’Unione europea e la dimensione orientale. Greco&Greco editori, Milano, 2008. ISBN 978-88-7980-456-1.